# American Society for Information Science and Technology
Pour les articles homonymes, voir ASIST.
L’American Society for Information Science and Technology (ou Asis&t, en abrégé) est une association à but non lucratif de professionnels de la science de l'information. L'association est basée aux États-Unis.